# Ян Ёсоб
Ян Ё Соб  — южнокорейский певец, главный вокалист К-поп-группы Highlight. Личный фан-клуб — Yobeos.
Стажировался в JYP Entertainment, но ему пришлось уйти из лейбла. После, он попал в агентство M Boat Entertainment, где стажировался 5 лет, но и оттуда ему пришлось уйти. В Cube Entertainment его позвал другой участник группы Ки Кван. Первое время был на подтанцовке у AJ, который тогда дебютировал как соло-исполнитель. Дебютировав в составе Beast 16 октября 2009 года на сцене музыкального шоу канала KBS «Music Bank» с синглом «Bad Girl», Ё Соб стал главным вокалистом нового бойз-бэнда. С февраля 2017 года вместе с другими участниками группы сменил лейбл на  Around US Entertainment, название же группы изменено на Highlight.

## После дебюта
- 29 декабря 2010 года Ё Соб и Чун Хён записали хип-поп трек «Thanks To». Также записал несколько совместных треков с вокалистами разных групп.
- В 2011 году принял участие в музыкальной программе «Immortal song / Бессмертная песня» 2 сезон. В одном из эпизодов, исполнил песню «Mom», поразив всех глубиной эмоции.
- Был постоянным членом шоу KBS’s «Oh! My School» с такими айдолами, как Ки Кван Highlight, Лиджун MBLAQ, Хесон Secret, Soyeon T-ara, Мин Miss A, Simon D.
- С 20 марта по 10 апреля 2011 года участвовал в роли Ji Yong в своем первом мюзикле «Gwang Hwa Mun Sonata Musical» .
- Был выбран судьей в программе Mnet, The Voice Korea Kids, но покинул программу из-за плотного графика.
- В 2013 году играл Иосифа Прекрасного в мюзикле «Иосиф удивительный».
- 14, 15 сентября 2013 года Ё Соб посетил концерт Чо Со Ми ‘La Fantasia‘, который проводился на открытой сцене в Олимпийском парке, где спел дуэтом со всемирно известной певицей.
- Присоединился к составу шоу MBC «Я живу один»! (но в начале 2014 года покинул, из-за занятости деятельностью в группе)
- В феврале окончил Dong-ah Institute of Media and Arts![1]
- В марте 2014 года Ё Соб пожертвовал ₩1,500,000 для покупки слуховых аппаратов для детей с ухудшенным слухом.
- Ё Соб участвовал в мюзикле «Полный дом». Он исполняет роль топ-актера Ли Ён Джэ.

## Сольная деятельность
26 ноября 2012 года, Ё Соб дебютировал, как соло-исполнитель с первым мини-альбомом «The First Collage», продюсером альбома стал Чун Хён, написавший все треки и исполнивший рэп партию заглавного трека Caffeine.
Сольный альбом включает 5 песен:
1. Look At Me Now
2. Caffeine[2]
3. Just Do As You Always Did
4. Although I
5. You Don’t Know

15 мая 2013 года дебютировал в Японии сольно. Он выпустил «The First Collage», эквивалент его сольного корейского альбома, и провел промоушен. Агентство Cube Entertainment заявило: «Его сольная деятельность в Корее получила отличные отзывы, и он постоянно получает предложения из Японии. Сейчас он работает над новым альбомом BEAST, а также японской сольной деятельностью. Мы с нетерпением ожидаем сольные выступления Ё Соба, направленные на японскую аудиторию». 28 апреля 2013 года Ё Соб завершил сольный промоушен в Японии.
19 февраля 2018 года Ян Ёсоб выпустил второй мини-альбом «白», что в переводе с японского означает "Белый". В альбом вошло 8 песен:
1. Where I am gone[3]
2. Star[4]
3. Consolation
4. Today
5. Mind
6. It's You
7. Beginning (Solo Ver.)
8. Yang Yoseop (CD Only)

### Награды
1. «Восходящая звезда Мюзиклов» за участие в GwangHwaMun Sonata
2. 21 декабря 2012 года на KBS «Music Bank» с песней «Caffeine»
3. 20 декабря 2012 года на Mnet «M!Countdown»!